# تشن كيوكي
تشن كيوكي (بالصينية: 陈秋绮) (من مواليد 4 يوليو 1980 في منطقة ميكسيكان، غوانغدونغ) هي لاعبة هوكي الحقل من الصين.
شاركت في دورة الألعاب الآسيوية 2006 في الدوحة، قطر.